# Racconigi
Racconigi – miejscowość i gmina we Włoszech, w regionie Piemont, w prowincji Cuneo.
W 2004 gminę zamieszkiwały 9 804 osoby, 204,2 os./km².
W miejscowości jest stacja kolejowa Racconigi.

## Miasta partnerskie
- Bonneville
- Cascais